# Hospital de Urduliz-Alfredo Espinosa
El Hospital de Urduliz-Alfredo Espinosa (en euskera y cooficialmente: Urdulizko Alfredo Espinosa Ospitalea), más conocido como Hospital de Urduliz, es un centro hospitalario público situado en la localidad vizcaína de Urdúliz.
Cuenta con conexiones mediante autobús y metro. El hospital es parte de la OSI Uribe y da servicio a Uribe-Kosta y Mungialdea.

## Historia
El Gobierno Vasco invirtió 59,6 millones de euros en la construcción y puesta en marcha del hospital, con un coste anual de otros 45 millones de euros. Con su apertura se espera reducir en un 20% la carga de trabajo del Hospital Universitario de Cruces, que antes de la apertura del equipamiento de Urduliz cubría el 92% de las necesidades hospitalarias de las comarcas de Uribe Kosta y Mungialdea.
Su nombre está en honor del que fuera consejero de Sanidad del Gobierno Vasco, Alfredo Espinosa.

## Equipamiento
El centro hospitalario dispone de las siguientes características.
| Área                                           | Notas |
| ---------------------------------------------- | --- |
| 6 unidades de hospitalización                  | 180 camas. |
| Bloque quirúrgico                              | 8 quirófanos. |
| Hospital de día quirúrgico                     | 26 puestos. |
| Hospital de día médico                         | 24 puestos. |
| Radiología                                     | Resonancia magnética nuclear (RNM) (1), Tomografía axial computarizada (TAC) (1), Mamografía (1), Ecografía (3), Ortopantografía (1) y Radiología convencional (3). |
| Laboratorio de análisis clínicos               | — |
| Unidad de endoscopia digestiva                 | 3 aulas. |
| Pruebas complementarias de especialidad        | — |
| Servicio de Urgencias para adultos y pediatría | 2 puestos de triaje, 9 consultas, 2 salas de tratamiento y 14 boxes de evolución.                                                                                   |
| Servicio de reanimación                        | 13 puestos. |
| Consultas externas                             | 53 salas de consulta. |
| Unidad de hemodiálisis                         | 12 puestos. |